# Via Lucis
 (décembre 2023).
Si vous disposez d'ouvrages ou d'articles de référence ou si vous connaissez des sites web de qualité traitant du thème abordé ici, merci de compléter l'article en donnant les références utiles à sa vérifiabilité et en les liant à la section « Notes et références ».

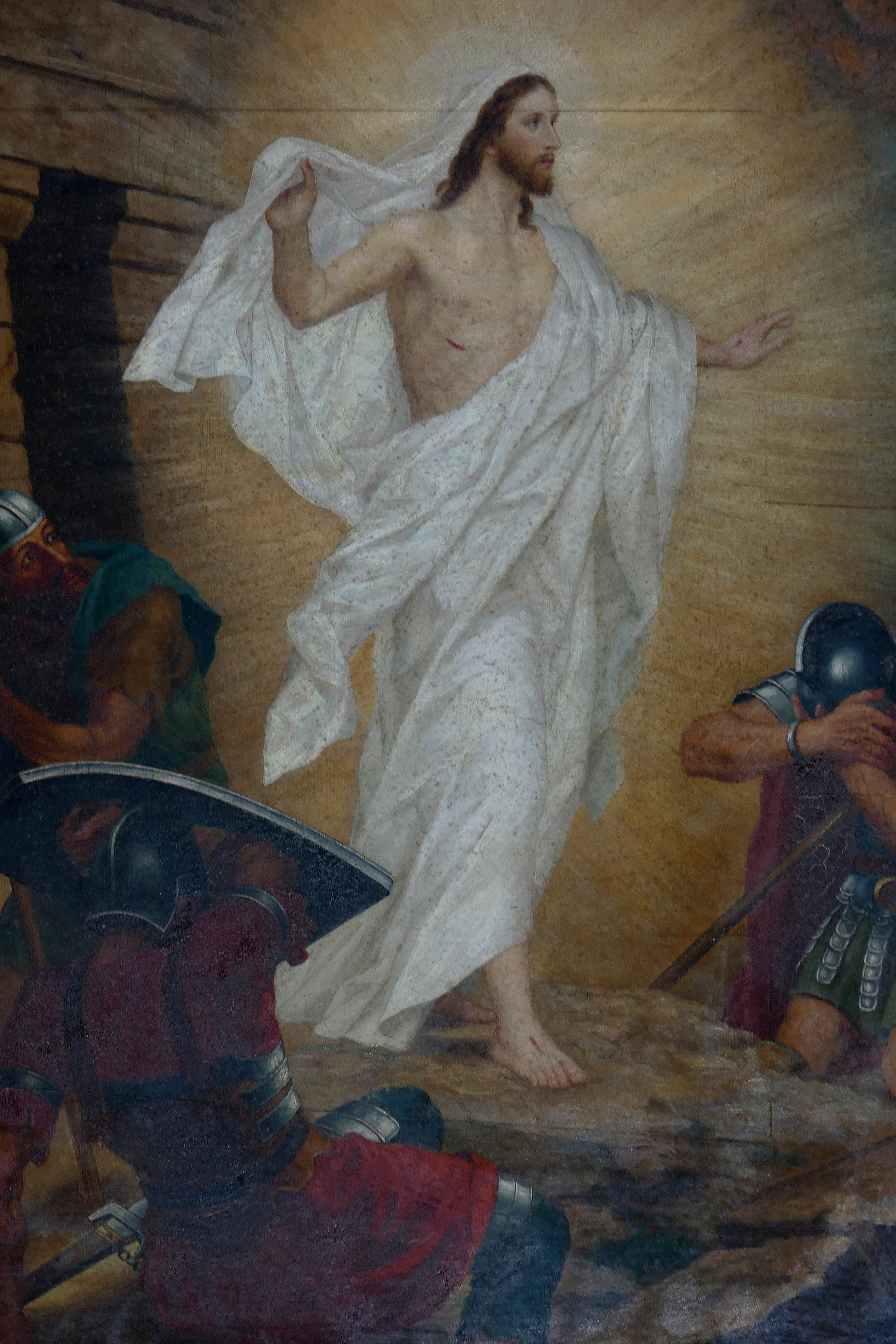
La Résurrection du Christ, tableau de l'église St Étienne de Bilwisheim

Les Stations de la Résurrection, également connues sous le nom latin Via Lucis (Chemin de Lumière), sont une forme de dévotion chrétienne, encourageant la méditation sur la Résurrection de Jésus-Christ et certaines de ses apparitions enregistrées dans le Nouveau Testament. Le terme peut également être utilisé comme nom pour une série d'images ou de sculptures représentant les différents épisodes, bien que ceux-ci soient loin d'être aussi courants que ceux des Stations de la Croix, représentant les étapes de la Passion du Christ. Le concept a été conçu en 1988. 
Les Stations de la Résurrection complètent les Stations de la Croix ou Via Crucis (le terme Via Lucis le rappelle intentionnellement), une dévotion catholique traditionnelle commémorant la Passion de Jésus. Contrairement à la forme traditionnelle des Stations de la Croix - bien que commune avec la forme révisée de cette dévotion introduite par le Pape Jean-Paul II le Vendredi Saint 1991 - toutes les Stations de la Résurrection sont basées sur des incidents scripturaires enregistrés dans les quatre Évangiles et les Actes des Apôtres. 
Comme pour les Stations de la Croix, la dévotion ne prend pas de forme fixe, mais comprend généralement pour chaque Station une lecture de l'Écriture, une courte méditation et une prière. Lorsqu'une série d'images est utilisée pour faciliter la dévotion, elle prend la forme d'une procession, le mouvement d'une station à l'autre étant parfois accompagné du chant d'un ou plusieurs versets d'une hymne.

## Histoire
Dans le schéma traditionnel des stations de la croix, la station finale est l'enterrement de Jésus. Bien que cela constitue une conclusion logique à la Via Crucis, il a été de plus en plus considéré comme insatisfaisant comme point final à la méditation sur le mystère pascal, qui, selon la doctrine chrétienne, culmine et est incomplet sans la résurrection (voir, par exemple, 1 Corinthiens 15.17-20). Pour cette raison, une quinzième Station, représentant la Résurrection, est parfois ajoutée aux Stations de la Croix. Cependant, même cette pratique a fait l'objet de critiques car elle ne représente pas suffisamment la double dynamique du mystère pascal : la souffrance et la mort de Jésus d'une part, et d'autre part sa résurrection et sa glorification. 
Au cours de l'été 1988, le père Sabino Palumbieri, professeur d'anthropologie à l'Université salésienne de Rome, propose la création d'un nouvel ensemble de stations, centrées sur la résurrection et les événements qui en découlent, afin de souligner l'aspect positif et plein d'espoir de l'histoire chrétienne qui, bien que non absente du Chemin de Croix, est obscurcie par l'accent mis sur la souffrance. La première grande célébration publique de cette dévotion a lieu en 1990, après quoi elle gagne en importance. 

 En décembre 2001, le Saint-Siège promulgue un Directoire sur la piété populaire et la liturgie, qui félicite la Via Lucis comme suit : 
 Un exercice pieux appelé la Via Lucis s'est développé et s'est étendu à de nombreuses régions ces dernières années. Suivant le modèle de la Via Crucis, les fidèles processionnent en méditant sur les différentes apparitions de Jésus - de sa résurrection à son ascension - dans lesquelles il a montré sa gloire aux disciples qui attendaient la venue du Saint-Esprit (cf.Jean 14, 26; 16, 13-15; Lc 24, 49), renforcent leur foi, achèvent son enseignement sur le Royaume et définissent plus étroitement la structure sacramentelle et hiérarchique de l'Église. À travers la Via Lucis, les fidèles rappellent l'événement central de la foi - la résurrection du Christ - et leur discipulat en vertu du baptême, le sacrement pascal par lequel ils sont passés des ténèbres du péché au rayonnement lumineux de la lumière de la grâce (cf. Col 1, 13; Ep 5, 8).  Pendant des siècles, la Via Crucis a impliqué les fidèles dans le premier moment de l'événement de Pâques, à savoir la Passion, et a aidé à fixer ses aspects les plus importants dans leur conscience. De même, la Via Lucis, lorsqu'elle est célébrée dans la fidélité au texte évangélique, peut transmettre efficacement une compréhension vivante aux fidèles du deuxième moment de l'événement pascal, à savoir la résurrection du Seigneur.  La Via Lucis est potentiellement une excellente pédagogie de la foi, car "per crucem ad lucem" [à travers la croix (on vient) à la lumière ]. Utilisant la métaphore d'un voyage, la Via Lucis passe de l'expérience de la souffrance, qui fait partie du plan de Dieu à la vie, à l'espoir d'arriver à la vraie fin de l'homme : la libération, la joie et la paix qui sont essentiellement des valeurs pascales.  La Via Lucis est un stimulant potentiel pour la restauration d'une "culture de vie" ouverte à l'espérance et à la certitude offertes par la foi, dans une société souvent caractérisée par une "culture de mort", le désespoir et le nihilisme.  

## Liste des stations

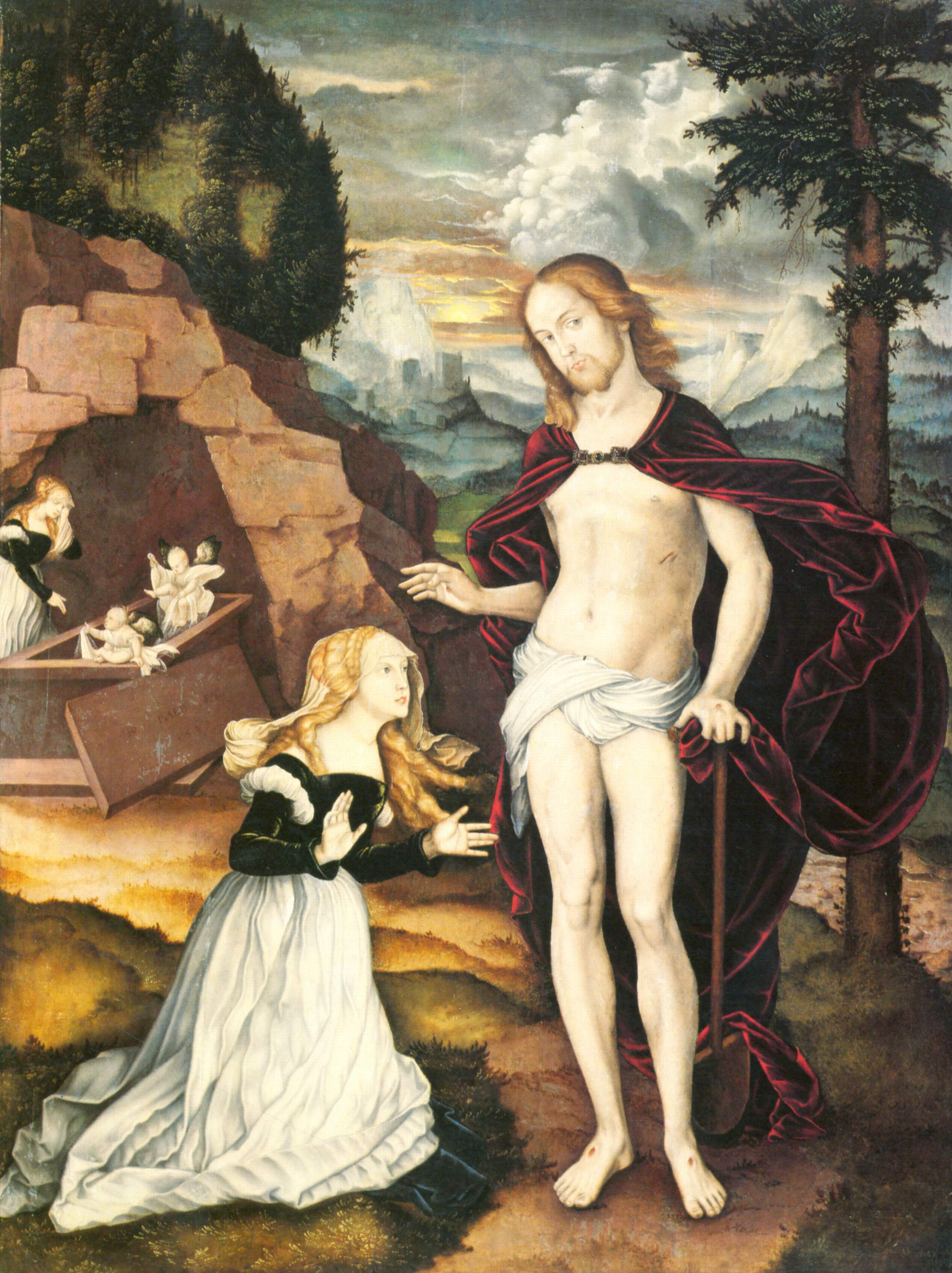
Marie Madeleine rencontre Jésus ressuscité, d'après Hans Baldung

Il n'y a pas de liste universellement acceptée des stations de la Résurrection. De ce fait certaines églises ont commandé des sculptures ou autres représentations selon leur propre liste qui peut ne pas être suivi ailleurs. De la même façon les stations du chemin de croix n'ont atteint une certaine standardisation qu'après des siècles de pratiques locales. En ce qui concerne le nombre, par contre, celui de quatorze fait consensus afin d'accentuer le parallèle avec celles du chemin de croix.
En dépit de la variabilité locale continue, il semble néanmoins y avoir une convergence croissante sur les éléments suivants en tant que liste reconnue des stations de la résurrection : 
1. Jésus est ressuscité des morts
2. La découverte du tombeau vide
3. Marie Madeleine rencontre Jésus ressuscité
4. Jésus apparaît sur le chemin d'Emmaüs
5. Jésus est connu dans la rupture du pain
6. Jésus apparaît aux disciples de Jérusalem
7. Jésus donne aux disciples sa paix et le pouvoir de pardonner les péchés
8. Jésus renforce la foi de Thomas
9. Jésus apparaît au bord du lac de Tibériade
10. Jésus pardonne à Pierre et lui ordonne de paître ses brebis
11. Jésus commande les disciples sur la montagne
12. L'Ascension de Jésus
13. Marie et les disciples attendent dans la prière
14. Le Saint-Esprit descend à la Pentecôte

Cependant, d'autres sources remplacent certaines de ces stations par d'autres, telles que : 
- Le tremblement de terre
- L'ange apparaît aux femmes
- Jésus rencontre les femmes
- Marie-Madeleine proclame la résurrection aux disciples
- Jésus et le disciple bien-aimé
- Jésus apparaît à plus de cinq cents à la fois
- Jésus apparaît à Saul